# Eternal Tango

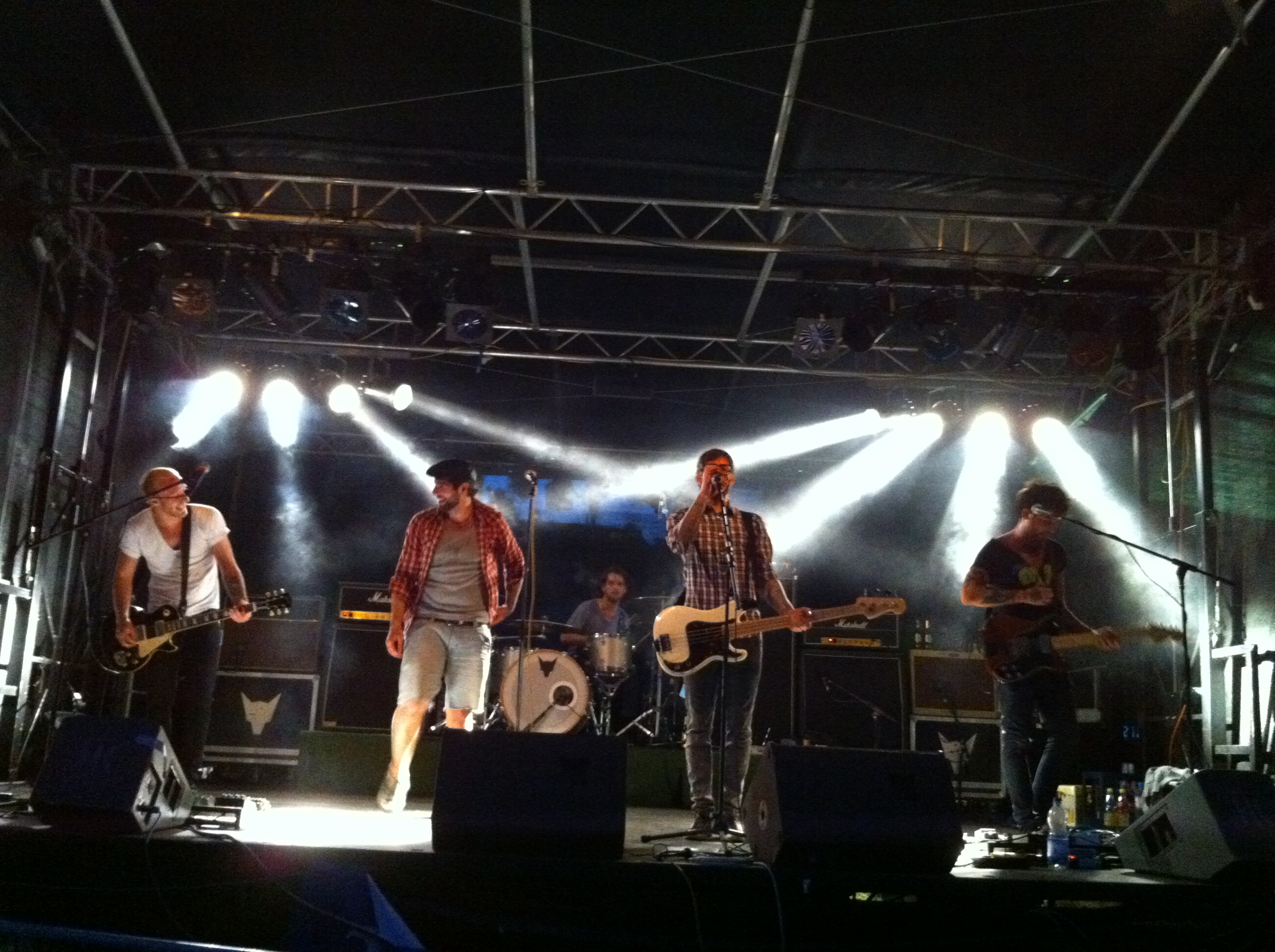
Eternal Tango bei Uferrock in Pommern

Eternal Tango war eine Alternative-Rock-Band, die sich 2002 in Düdelingen in Luxemburg formierte und 2012 auflöste.

## Geschichte
Eternal Tango war eine zwischen 2002 und 2012 existierende Alternative-Rock-Band aus Düdelingen. 2004 veröffentlichte sie in Zusammenarbeit mit der Band Spyglass ihre erste CD, die von der deutschen Musikzeitschrift Visions zur Demo des Monats gewählt wurde.
Im November 2006 nahmen Eternal Tango am internationalen Battle of the Bands Contest teil, aus dem sie als Sieger hervorgingen.
Am 24. November 2006 gewannen Eternal Tango in Esch an der Alzette in der Rockhal das Finale des Printemps de Bourges.
Das erste reguläre Album First Round at the Sissi Café erschien Anfang April 2007. Im selben Jahr nahm die Band erneut am Printemps de Bourges teil und gab viele Konzerte in und außerhalb Luxemburgs.
Beim Elie Music Award 2007, dem ersten luxemburgischen Music-Award, waren Eternal Tango viermal nominiert. Neben dem Zuschauerpreis für den Besten Live-Auftritt konnten sie hier noch einen „Elie“ in der Kategorie Best Rock & Pop mit nach Hause nehmen.
Im November 2007 brachten Eternal Tango die Singleauskopplung Narya, Narya...So Glad You Found Your Way heraus, und es erschien der passende Video-Clip zu der Single. Im Clip wirkte die aus Germany’s Next Topmodel bekannte Luxemburgerin Mandy Graff mit.
Im selben Monat gewannen Eternal Tango zum zweiten Mal den Battle of the Bands Contest.
Im Dezember 2007 erschiend das Debütalbum First Round at the Sissi Café auch in Deutschland beim Label AL PIPER MUSIC.
Im Februar 2010 folgte dann das Album Welcome to the Golden City, das von Markus Schlichterle (u. a. Madsen, Notwist, Juli) aufgenommen und produziert sowie von Ted Jensen im renommierten New Yorker Sterling Sound Studio in New York gemastert wurde.
Die fünf Musiker veröffentlichten das Album auf ihrem eigenen Label „Golden Fox Records“.
Dessen erste Single-AuskopplungThe Golden City belegte den zweiten Platz auf MTV Rockzone und hielt sich 11 Wochen in den Top Ten Charts in Luxemburg auf Eldoradio.lu und RTL.lu.
Es folgten drei weitere Singleauskoppelungen (Da/Da, Oh!No, Ronny Roy Johnson), die ebenfalls Top-Platzierungen in den luxemburgischen Charts erreichten.
Anfang 2011 begann die Band die Arbeit an einem neuen Longplayer. Die Aufnahmen waren für den Spätsommer 2011 angesetzt, das Album wurde jedoch nicht mehr veröffentlicht.
Ende 2012 gaben Eternal Tango ihre Auflösung bekannt. Am 22. Dezember 2012 spielten sie ihr letztes Konzert im Atelier in Luxemburg.

## Diskografie

### Alben
- 2004: Eternal Tango & Spyglass (Split-CD mit Spyglass)
- 2007: First Round at the Sissi Café
- 2010: Welcome to the Golden City

## Videos
- 2007: Narya Narya...So Glad You Found Your Way (Regie: Andy Agosta)
- 2008: Pink White Sheets (Regie: Tom Gatti)
- 2008: The Ghost of Mary Read (Regie: Tom Gatti)
- 2010: The Golden City (Regie: Kim Frank)
- 2010: Da/Da (Regie: Felix Urbauer)

## Auszeichnungen
- 11. Juli 2007 – Elie Music Award in der Kategorie Best Rock & Pop sowie den Publikumspreis für den besten Live-Auftritt.